# Казе Кастелацо (Трапани)
Казе Кастелацо је насеље у Италији у округу Трапани, региону Сицилија.
Према процени из 2011. у насељу је живело 18 становника. Насеље се налази на надморској висини од 188 м.